# Ibrahim Keïta
Ibrahim Div-Keïta (Vernon, 18 gennaio 1996) è un calciatore francese, attaccante del Krumovgrad.

## Carriera

### Club
Il 1º luglio 2019 viene acquistato a titolo definitivo dalla squadra ceca del Bohemians 1905.

### Nazionale
Nel 2012 ha giocato 2 partite con la nazionale francese Under-16.

## Statistiche

### Presenze e reti nei club
Statistiche aggiornate al 7 febbraio 2021.
| Stagione              | Squadra               | Campionato            | Campionato | Campionato | Coppe nazionali | Coppe nazionali | Coppe nazionali | Coppe continentali | Coppe continentali | Coppe continentali | Altre coppe | Altre coppe | Altre coppe | Totale | Totale |
| Stagione              | Squadra               | Comp                  | Pres       | Reti       | Comp            | Pres            | Reti            | Comp               | Pres               | Reti               | Comp        | Pres        | Reti        | Pres   | Reti   |
| --------------------- | --------------------- | --------------------- | ---------- | ---------- | --------------- | --------------- | --------------- | ------------------ | ------------------ | ------------------ | ----------- | ----------- | ----------- | ------ | ------ |
| gen.-lug. 2017        | Doxa Proskyniton      | GE                    | ?          | ?          |                 | -               | -               |                    | -                  | -                  |             | -           | -           | ?      | ?      |
| 2017                  | Finn Harps            | PD                    | 13         | 1          | CI+CdL          | 0               | 0               |                    | -                  | -                  |             | -           | -           | 13     | 1      |
| feb.-lug. 2018        | Olympia Praga         | 2L                    | 12         | 2          | CRC             | 0               | 0               |                    | -                  | -                  |             | -           | -           | 12     | 2      |
| 2018-2019             | Příbram               | 1L                    | 18         | 2          | CRC             | 0               | 0               |                    | -                  | -                  |             | -           | -           | 18     | 2      |
| 2019-2020             | Bohemians 1905        | 1L                    | 22         | 2          | CRC             | 1               | 0               |                    | -                  | -                  |             | -           | -           | 23     | 2      |
| 2020-2021             | Bohemians 1905        | 1L                    | 10         | 1          | CRC             | 1               | 0               |                    | -                  | -                  |             | -           | -           | 11     | 1      |
| Totale Bohemians 1905 | Totale Bohemians 1905 | Totale Bohemians 1905 | 32         | 3          |                 | 2               | 0               |                    | -                  | -                  |             | -           | -           | 34     | 3      |
| Totale carriera       | Totale carriera       | Totale carriera       | 75         | 8          |                 | 2               | 0               |                    | -                  | -                  |             | -           | -           | 77     | 8      |

## Palmarès

### Club

#### Competizioni nazionali
- First Division: 1

Galway United: 2023